# Okres Perg
Okres Perg je okres v rakouské spolkové zemi Horní Rakousy. Má rozlohu 611,86 km² a žije tam 65 626 obyvatel (k 1. 1. 2011). Sídlem okresu je město Perg. Okres se dále člení na 26 obcí (z toho 2 města a 18 městysů).

## Města a obce

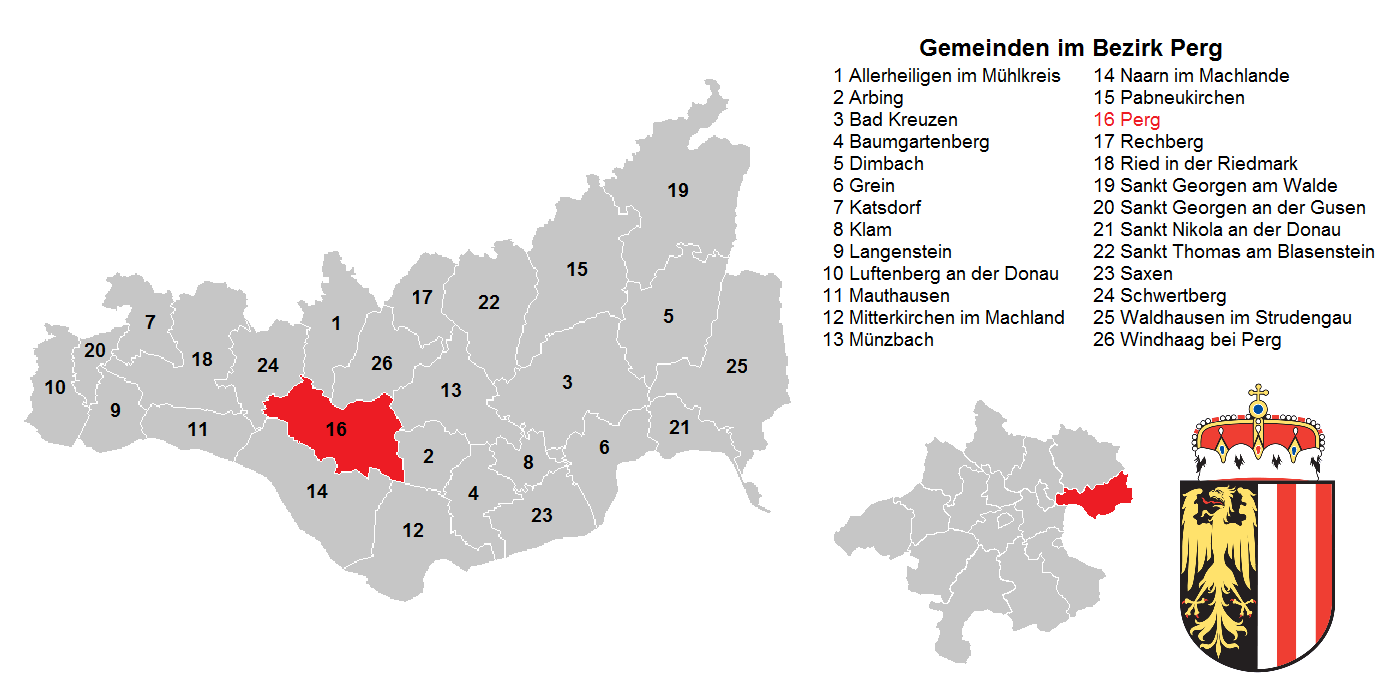
Obce v okrese Perg

| Města:. - Grein - Perg Městysy: - Bad Kreuzen - Baumgartenberg - Dimbach - Klam - Luftenberg an der Donau - Mauthausen - Mitterkirchen im Machland - Münzbach - Naarn im Machlande - Pabneukirchen - Ried in der Riedmark - Saxen - Schwertberg - Sankt Georgen am Walde - Sankt Georgen an der Gusen - Sankt Nikola an der Donau - Sankt Thomas am Blasenstein - Waldhausen im Strudengau | Obce: - Allerheiligen im Mühlkreis - Arbing - Katsdorf - Langenstein - Rechberg - Windhaag bei Perg |